# Marek Konarzewski
Marek Konarzewski (ur. 18 czerwca 1961 w Białymstoku) – polski biolog, badacz i popularyzator nauki, profesor nauk biologicznych, pracownik naukowy Uniwersytetu w Białymstoku, członek korespondent PAN, od 2023 prezes PAN.

## Życiorys
Ukończył studia z biologii w Filii Uniwersytetu Warszawskiego w Białymstoku. W 1990 obronił doktorat. W 1996 habilitował się na podstawie pracy Allocation of energy to growth and respiration in avian postembryonic development. W 2004 otrzymał tytuł profesora nauk biologicznych.
Jest profesorem w Katedrze Ekologii Ewolucyjnej i Fizjologicznej Wydziału Biologii Uniwersytetu w Białymstoku oraz na Wydziale Artes Liberales Uniwersytetu Warszawskiego. W latach 1991–1993 był stypendystą Uniwersytetu Kalifornijskiego w Los Angeles, gdzie pracował z zespole badawczym amerykańskiego biologa Jareda M. Diamonda. W latach 2008–2013 był radcą-ministra ds. nauki i technologii ambasady RP w Waszyngtonie. W latach 2017–2021 pełnił funkcję doradcy Ministra Spraw Zagranicznych ds. nauki i technologii. W październiku 2022 wybrany przez Zgromadzenie Ogólne PAN na nowego prezesa Akademii w kadencji 2023–2026. 
Jego zainteresowania naukowe koncentrują się wokół zagadnień z pogranicza ekologii ewolucyjnej i fizjologii ptaków i ssaków. Jest autorem lub współautorem kilkudziesięciu publikacji naukowych, licznych artykułów popularnonaukowych, książki popularnonaukowej Na początku był głód, dwóch albumów fotograficznych o przyrodzie Doliny Biebrzy Puszczy Knyszyńskiej oraz tłumaczenia wyróżnionej nagrodą Pulitzera książki Jareda M. Diamonda Strzelby, zarazki, maszyny.
Wypromował co najmniej sześcioro doktorów, m.in. Pawła Brzęka, Anetę Książek, Karola Zuba.

## Nagrody i wyróżnienia
- Nagroda Prezesa Rady Ministrów za pracę habilitacyjną (1997)[9]
- Srebrny Krzyż Zasługi (2004)[10].
- Tytuł doktora honoris causa Uniwersytetu Medycznego im. Karola Marcinkowskiego w Poznaniu (2013)[11]
- Nagroda Naukowa Wydziału II PAN (2014)[9]